# Dolomedes angustus
Espèce
Synonymes
- Cladycnis angusta Thorell, 1899

Dolomedes angustus est une espèce d'araignées aranéomorphes de la famille des Dolomedidae.

## Distribution
Cette espèce est endémique du Cameroun.

## Description
La femelle holotype mesure 13 mm.

## Systématique et taxinomie
Cette espèce a été décrite sous le protonyme Cladycnis angusta par Thorell en 1899. Elle est placée dans le genre Dolomedes par Blandin en 1979.

## Publication originale
- Thorell, 1899 : « Araneae Camerunenses (Africae occidentalis) quas anno 1891 collegerunt Cel. Dr Y. Sjöstedt aliique. » Bihang till Kongliga Svenska vetenskaps-akademiens handlingar, vol. 25, no 1, p. 1-105 (texte intégral).